# Blomsterkarusellen
Blomsterkarusellen är en tvåvåningskarusell i nöjesparken Liseberg i Göteborg. Den hade premiär vid nöjesparkens säsongsöppning den 23 april 2016.
Karusellen är tillverkad av företaget Bertazzon och är placerad i lekplatsen Barnens paradis. Karusellens åkdon är utformade som olika djur vilka rör sig i en gungande rörelse medan karusellen roterar. Blomsterkarusellen är gratis att åka och har plats för 70 vuxna eller 76 barn och har kapacitet för cirka 1 140 passagerare per timme.
Karusellen är 7,9 meter hög och har en diameter på 11 meter vilket är större än föregångaren Ponnykarusellen (2010-2015).